# 近代建築の五原則
近代建築の五原則（きんだいけんちくのごげんそく）は、ル・コルビュジエにより提唱された近代建築の原則とされているが、
"Les 5 points d'une architecture nouvelle"からの意訳であり、逐語的に訳すと「新しい建築の5つの要点」となる。
1. ピロティ (les pilotis)
2. 屋上庭園 (le toit-terrasse)
3. 自由な設計図 (le plan libre)
4. 水平連続窓 (la fenêtre en bandeau)
5. 自由なファサード (la façade libre)

からなる。これらの原則はクック邸の設計に於いて盛り込まれ、サヴォア邸でより完成度の高いものとして実現された。